# نموذج الاستعداد والضغط

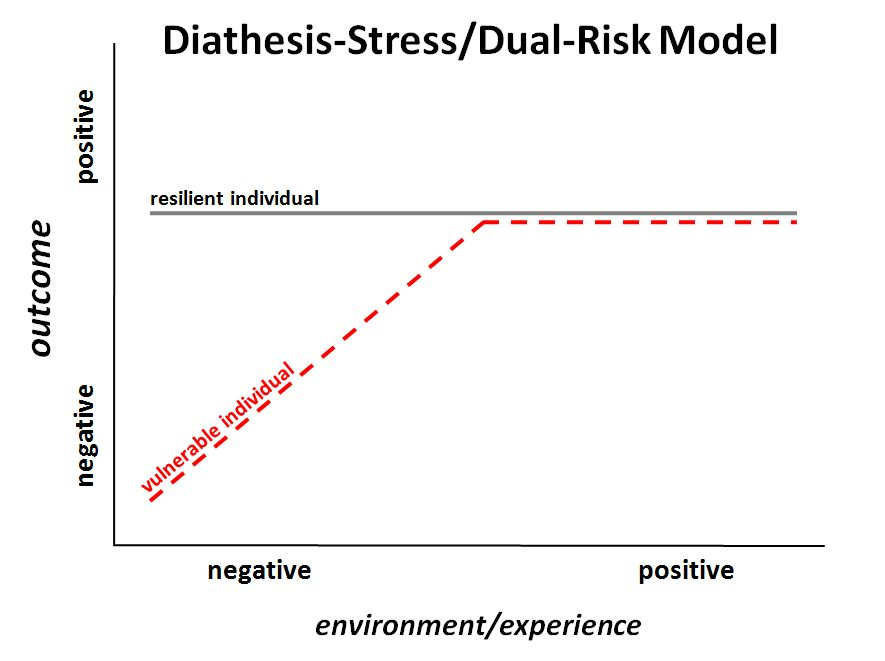

نموذج الاستعداد والضغط أو نموذج الاستعداد للمرض - الضغط (بالإنجليزية: Diathesis–stress model)‏، نظرية نفسية تسعى لتفسير الاضطراب أو مساره، بكونه نتيجة للتفاعل بين الضعف الاستعدادي والضغط الناجم عن تجارب الحياة. يأتي مصطلح الاستعداد من مصطلح يوناني بمعنى الاستعداد أو الحساسية. يمكن أن يأخذ الاستعداد شكل العوامل الوراثية أو النفسية أو البيولوجية أو الظرفية. ثمة سلسلة كبيرة من الفوارق بين حالات ضعف الأفراد لتطور الاضطراب. يتفاعل الاستعداد أو الميل مع استجابة الضغط اللاحقة للفرد. يعتبر الضغط حدث حياتي أو سلسلة من الأحداث التي تلخبط التوازن النفسي للشخص وقد تحفز تطور الاضطراب. وبالتالي يُفيد نموذج الاستعداد والضغط في استكشاف كيفية تفاعل الخواص البيولوجية أو الوراثية (الاستعدادات) مع التأثيرات البيئية (الموترات) لإنتاج الاضطرابات مثل الكآبة والقلق وانفصام الشخصية.
يؤكد نموذج الاستعداد والضغط على أن الفرد سيصاب باضطراب إذا اجتاز مزيج الاستعداد والضغط العتبة. يعود استخدام مصطلح الاستعداد في الطب وفي اختصاص الطب النفسي إلى العقد الأول من القرن التاسع عشر؛ وعلى أية حال، لم يُقدّم نموذج الاستعداد والضغط ويُستخدم لوصف تطور المرض النفسي حتى طبقه بول ميل لشرح انفصام الشخصية في ستينيات القرن العشرين. يُستخدم نموذج الاستعداد والضغط في عدة مجالات من علم النفس وعلى وجه الخصوص من أجل دراسة تطور المرض النفسي. ويعتبر مفيدًا لأغراض فهم تفاعل الطبيعة والتنشئة في قابلية الاضطرابات النفسية على مدى الحياة. يمكن لنماذج الاستعداد والضغط أن تساعد في تحديد من سيصاب باضطراب نفسي ومن لن يصاب به. فمثلًا في سياق الاكتئاب، يمكن أن يُساعد نموذج الاستعداد والضغط في شرح سبب إصابة شخص ما بالاكتئاب بينما شخص آخر لن يصاب به حتى وإن تعرض لنفس عوامل الضغط. ومؤخرًا استُخدم نموذج الاستعداد والضغط لشرح سبب كون بعض الأفراد أكثر عرضة للإصابة بالاضطراب من أفراد آخرين. فمثلًا، يعتبر الأطفال الذين يتمتعون بتاريخ عائلي للكآبة أكثر عرضة بشكل عام للإصابة باضطراب الكآبة بأنفسهم. يُعد الطفل الذي لديه تاريخ عائلي من الكآبة وتعرّض لعامل ضغط معين كالاستثناء أو الرفض من قبل أقرانه أكثر عرضة للإصابة بالكآبة من طفل لديه تاريخ عائلي من الكآبة ولديه شبكة اجتماعية إيجابية من الأقران. أفاد نموذج الاستعداد والضغط في شرح العواقب التنموية الفقيرة الأخرى (غير السريرية).
تستطيع العوامل الوقائية مثل الشبكات الاجتماعية الإيجابية أو التقدير الذاتي المرتفع أن تواجه آثار عوامل الضغط وتمنع آثار الاضطراب أو تحد منها. لدى العديد من الاضطرابات النفسية نافذة ضعف، وخلال هذه الفترة يكون الفرد أكثر قابلية للإصابة بالاضطراب مقارنة بأوقات أخرى. وفي غالب الأحيان، تُصوّر نماذج الاستعداد والضغط على أنها نماذج متعددة الأسباب، وتقترح أن عوامل الخطر العديدة خلال مسار التطور تتفاعل مع عوامل الضغط والعوامل الوقائية التي تُساهم في التطور الطبيعي أو المرض النفسي. تعد فرضية الحساسية المختلفة نظرية حديثة ناتجة عن نموذج الاستعداد والضغط.

## الاستعداد
يعد مصطلح الاستعداد مرادفًا للضعف وتعتبر المتغيرات مثل «ضغط الضعف» شائعة ضمن علم النفس. يزيد الضعف أو يقلل من احتمالية استسلام الفرد لإصابته بمرض نفسي إذا تعرض لضغط معين. تعتبر حالات الاستعداد متأصله في الفرد، وتُصور عادة على أنها ثابتة، لكنها متغيرة على مدى الحياة. وتُعتبر أيضًا كامنة (خاملة)، لأنه من الصعب إدراكها ما لم تحرضها عوامل الضغط. تُفهم الاستعدادات على أنها تشمل عوامل وراثية وبيولوجية بالإضافة إلى عوامل مرتبطة بالشخصية. تشمل بعض الأمثلة عن الاستعدادات عوامل وراثية مثل التشوهات في بعض المورثات أو الاختلافات في الجينات المتعددة التي تتفاعل لتزيد الضعف. تشمل الاستعدادات الأخرى تجارب حياتية مبكرة مثل فقدان أحد الوالدين أو العصابية المرتفعة. يمكن تصوير الاستعدادات بكونها عوامل ظرفية، مثل الحالة الاجتماعية الاقتصادية المنخفضة أو وجود أحد الأبوين بحالة كآبة.

## الضغط
يمكن تصوير الضغط على أنه حدث في الحياة يلخبط توازن حياة الفرد. فمثلًا، قد يكون الفرد عرضة للإصابة بالاكتئاب لكنه لن يصاب به مالم يتعرض لضغط معين من شأنه أن يسبب اضطرابًا اكتئابيًا. يمكن لعوامل الضغط أن تأخذ شكل حدث منفصل مثل طلاق الوالدين أو حدوث وفاة في العائلة، أو قد تكون عوامل مزمنة أكثر مثل وجود الأمراض المزمنة أو المشاكل الزوجية المستمرة. قد ترتبط حالات الضغط بإزعاجات يومية مثل مواعيد تسليم الواجبات المدرسية. يوازي ذلك الاستخدام الشائع (والهندسي) للضغط، لكن من الملحوظ أن بعض الآداب تعرف الضغط بكونه الاستجابة لعوامل الضغط، وعلى وجه الخصوص عندما يؤثر استخدامه في البيولوجيا على علم الأعصاب. وقد تبين أن الضغط يلعب دورًا بارزًا في فهم كيفية تطور المرض النفسي لدى الأفراد. على أية حال، حدد علماء النفس أيضًا أنه ليس كل الأفراد الذين يشعرون بالضغط أو يمرون بتجارب حياتية موترة يصابون باضطراب نفسي. ولفهم هذا الأمر، تحرى الباحثون والنظريون عوامل أخرى تؤثر على تطور الاضطراب واقترحوا أن بعض الأفراد في ظل الضغط يصابون باضطراب بينما لا يصاب الآخرون به. وعلى هذا الأساس، يعد بعض الأفراد أكثر عرضة من غيرهم للإصابة باضطراب حالما وُجد الضغط. أدى هذا الأمر إلى تشكيل نموذج الاستعداد والضغط.

## العوامل الوقائية
لا تعد العوامل الوقائية مكونًا متأصلًا في نموذج الاستعداد والضغط، لكنها ذات أهمية عند اعتبار التفاعل بين الاستعداد والضغط. تستطيع العوامل الوقائية أن تخفف من آثار عوامل الضغط الرئيسة أو تشكل حاجز ضدها وذلك من خلال تزويد الفرد بمنافذ تكيفية تطويريًا بغية التعامل مع الضغط. تشمل الأمثلة على العوامل الوقائية كل من العلاقة الإيجابية للارتباط بين الأب والطفل وشبكة الأقران الداعمة والكفاءة العاطفية والاجتماعية الفردية.

## على مدى الحياة
تشير العديد من نماذج الأمراض النفسية بشكل عام إلى أن الناس يتمتعون بمستوى ما من الضعف حيال اضطرابات عقلية معينة، لكنهم يفرضون سلسلة كبيرة من الفوارق الفردية في النقطة التي يصاب فيها الفرد باضطراب معين. فعلى سبيل المثال، إذا كان الفرد يتميز بصفات شخصية ميالة إلى تعزيز العلاقات مثل الانبساط والقبول، قد يؤدي ذلك إلى توليد دعم اجتماعي قوي قد يكون لاحقًا بمثابة عامل وقائي عند التعرض لعوامل الضغط أو الخسائر وهو ما قد يؤخر تطور الاكتئاب أو يمنعه. وبالمقابل، قد يكون الفرد الذي يجد صعوبة في إنشاء علاقات داعمة أو الحفاظ عليها أكثر عرضة للإصابة بالاكتئاب بعد فقدانه لعمله وذلك نظرًا لغياب الدعم الاجتماعي. تتحدد عتبة الفرد من خلال التفاعل بين الاستعدادات والضغط. يُعتقد أن نوافذ الضعف للإصابة بأمراض نفسية معينة موجودة في نقاط مختلفة خلال الحياة. وعلاوة على ذلك، تعد العديد من الاستعدادات وعوامل الضغط متضمنة في اضطرابات معينة. على سبيل المثال، تعتبر حالات الانفصال وغيرها من عوامل الضغط الشديدة أو عوامل الضغط إثر صدمات الحياة متضمنة في الإصابة بالاكتئاب. قد تتسبب حوادث الضغط في مرحلة هوس الاضطراب ثنائي القطب وبالتالي قد تعوق حوادث الضغط التعافي لاحقًا وتسبب الانتكاس. يعد امتلاك الاستعداد الوراثي للإدمان ولاحقًا الإفراط في شرب الكحول خلال فترة الجامعة أمرًا متضمنًا في تطور الإدمان على الكحول. يستطيع وجود التاريخ العائلي للإصابة بانفصام الشخصية بالإضافة إلى عامل الضغط الناجم عن التنشئة في أسرة مختلة وظيفيًا أن يزيد من خطورة الإصابة بانفصام الشخصية.